# John Young Mason
John Young Mason (Contea di Greensville, 18 aprile 1799 – Parigi, 3 ottobre 1859) è stato un politico e diplomatico statunitense.

## Biografia
Fu il sedicesimo segretario della marina statunitense durante la presidenza di John Tyler, ed in seguito fu anche procuratore generale degli Stati Uniti nel corso della presidenza di James Knox Polk.
Nato nella contea di Greensville, studiò all'università della Carolina del Nord a Chapel Hill, fu membro della camera bassa dell'assemblea generale di Virginia. Morì nella capitale francese, ma il suo corpo venne trasportato negli USA e seppellito nel Hollywood Cemetery a Richmond (Virginia).

## Riconoscimenti
Il Cacciatorpediniere USS Mason (DD-191) venne così chiamato in suo onore.